# Sukhonia
Sukhonia – wymarły rodzaj owadów z rzędu Reculida i rodziny Geinitziidae, obejmujący tylko jeden znany gatunek: Sukhonia coriacea.
Rodzaj i gatunek opisane zostały w 2013 roku przez Daniła Aristowa. Opisu dokonano na podstawie pojedynczej skamieniałości przedniego skrzydła, odnalezionej w pobliżu wsi Isady, na terenie rosyjskiego obwodu wołogodzkiego i pochodzącej z piętra siewierdowinu w permie.
Owad ten miał przednie skrzydło o długości 14 mm, lekko wypukłym przednim brzegu i skórzastej, pokrytej drobnymi guzkami błonie. Żyłka subkostalna kończyła się przed środkiem skrzydła i miała nierozgałęzione przednie odnogi. Sektor radialny brał początek w nasadowej ćwiartce skrzydła, a pole kostalne  na wysokości tego miejsca było nieco szersze od subkostalnego. Trzy odgałęzienia sektora radialnego brały początek przed środkiem jego długości i osiągały przedni brzeg skrzydła oraz jego wierzchołek. Żyłka powstała z zespolenia nasadowej odnogi przedniej żyłki medialnej z tylną żyłką medialną nie miała rozgałęzień. Po trzy rozgałęzienia miały przednia żyłka medialna i pierwsza odnoga przedniej żyłki kubitalnej.